# Социјалне престације
Социјалне престације је најчешће се под овим појмом подразумевају различите врсте помоћи појединцима и групама, угрожених субјективним или објективним околностима живота, материјалним давањима у новцу или натури, као и помоћи у виду услуга јавних служби.